# 木卫四十一
木衛四十一（歐伊蒂）是環繞木星運行的衛星之一，其英文名稱為“Aoede”。它是被夏威夷大學由斯科特·謝潑德領導的團隊在2003年發現的，標準的臨時名稱是S/2003 J 7。

## 概述
木衛四十一（S/2003 J 7）是环绕木星运行的一颗卫星，直徑4千米，在2003年2月8日发现。軌道离木星平均距离为23,807,655千米。 